# Bell Memorial

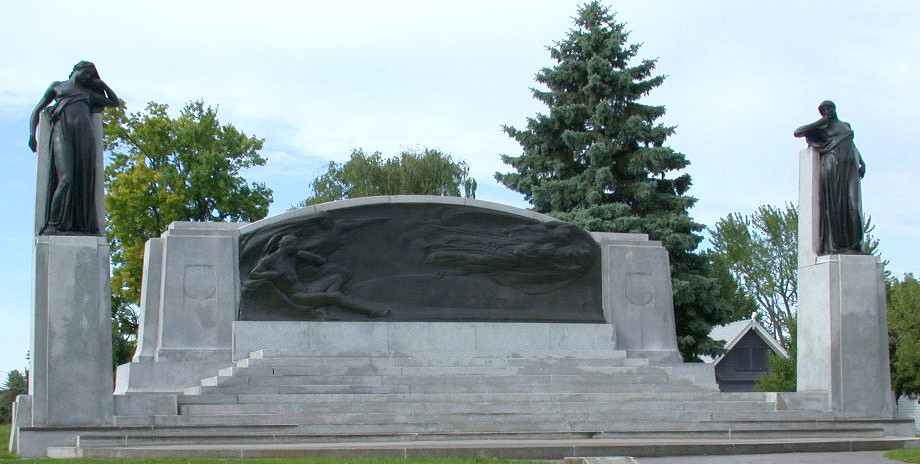
Bell Memorial i Brantford.

Bell Memorial är ett minnesmärke över telefonen och dess uppfinnare Alexander Graham Bell i Brantford i  Ontario i Kanada. Det är utfört av skulptören Walter Seymour Allward och invigdes år 1917.

## Historia
Bells första långdistanssamtal mellan två platser skedde år 1876 mellan Brantford och Paris i Ontario, en sträcka på 13 kilometer.
Ideén om ett minnesmärke väcktes av stadens borgare år 1906. Man bildade en förening, Bell Telephone Memorial Association, och utlyste en tävling om utformningen av  monumentet två år senare. Konstnärer från USA, Kanada och Europa inbjöds till tävlingen.
Monumentet skulle vara allegoriskt och tävlingsbidragen skulle vara av gips i skala 1:8 och åtföljda av en maskinskriven beskrivning. Tävlingskommitén erhöll  tio förslag och utsåg Allwards bidrag till vinnare. Han ville med sitt monument spegla den stora betydelse som Bells uppfinning hade haft för mänskligheten.
Avsikten var att skulpturen skulle invigas år 1912 men arbetet tog längre tid än beräknat. Gipsmodellerna i full skala av de två allegoriska figurerna var först klara i augusti 1914. Efter godkännande av tävlingskommitén skickades de Gorham Manufacturing Company i Providence i Rhode Island i USA för gjutning. Arbetet försenades på grund av brist på sand till gjutningen. Sanden skulle importeras från Frankrike och första världskriget pågick. Sommaren 1916 drabbades gjuteriet dessutom av en explosion, som förstörde en av gjutformarna och skadade flera arbetare. Trots detta färdigställdes arbetet i april 1917.

## Utformning
Monumentet, som är omkring 15 meter brett, består av två 3,7 meter höga bronsfigurer som skall representera mänskligheten, en som talar och en som lyssnar. Figurerna står på socklar av grå granit i vardera ändan av monumentet. Mellan dem finns en bronspanel med en man som skickar meddelande över en böjd yta som skall föreställa jorden.
Ovanför honom finns en figur, som är inspirerad av Michelangelos målning Adams skapelse i Sixtinska kapellet, och skall symbolisera intelligens samt de tre flygande budbärarna "kunskap", "glädje" och "sorg". Under panelen finns en plakett med texten "To commemorate the invention of the telephone by Alexander Graham Bell in Brantford 1874" (Till minne om uppfinningen av telefonen av Alexander Graham Bell i Brantford 1874).
Skulpturen invigdes den 24 oktober  1917 av den kanadensiska generalguvernören Victor Cavendish i närvaro av Alexander Graham Bell och tusentals åskådare.